# Break the Records
Albums de KAT-TUN
Queen of Pirates Kat-Tun III
(2008) No More Pain
(2010)
Singles
Break the Records est le quatrième album du groupe KAT-TUN, sorti sous le label J-One Records le 29 avril 2009 au Japon. Il atteint la 1re place du classement de l'Oricon. Il se vend à 200 220 exemplaires la première semaine et reste classé pendant douze semaines, pour un total de 243 305 exemplaires vendus. Il sort en format CD et CD édition limitée (+booklet de 36 pages).

## Liste des titres
| 1.  | DON'T U EVER STOP                             | SPIN                        | Shusui, Fredrik Hult, Carl Utbult                 | 4:15 |
| 2.  | SADISTIC LOVE                                 | Masanco                     | Steven Lee                                        | 4:53 |
| 3.  | RESCUE                                        | ECO                         | Shusui, Tord Bäckström, Bengt Girell, Jan Nilsson | 4:45 |
| 4.  | WATER DANCE                                   | Masanco                     | M.Y                                               | 4:23 |
| 5.  | ONE DROP                                      | SPIN                        | t-oga, M.U.R.                                     | 3:36 |
| 6.  | WHITE WORLD - Nakamaru Yuichi                 | Katsuhiko Sugiyama          | Katsuhiko Sugiyama                                | 4:42 |
| 7.  | care - Akanishi Jin                           | Akanishi Jin, Kazunari Ohno | Noriyoshi Matsushita                              | 3:19 |
| 8.  | 1582 - Kamenashi Kazuya                       | N                           | M.Y                                               | 4:34 |
| 9.  | PIERROT - Tanaka Koki                         | JOKER                       | Atsushi                                           | 3:48 |
| 10. | Hana no Mau Machi - Ueda Tatsuya (花の舞う街) | Ueda Tatsuya                | Ueda Tatsuya                                      | 4:35 |
| 11. | WIND - Taguchi Junnosuke                      | Taguchi Junnosuke           | Taguchi Junnosuke, Gin Kitagawa                   | 5:13 |
| 12. | Kimi Michi (君道)                             | Mugen, Hidenori Tanaka      | Mugen                                             | 4:26 |
| 13. | Haru Natsu Aki Fuyu (春夏秋冬)                | Eco                         | Kōji Makino                                       | 3:47 |
| 14. | White X'mas (Album Version)                   | Eco                         | Nao                                               | 4:50 |
| 15. | NEIRO                                         | SPIN                        | Ryōsuke Shigenaga                                 | 4:51 |
| 16. | MOON (seulement sur la version CD)            | Eco, Masanco                | Jovette Rivera, Joey Carbone                      | 4:44 |